# Баница (Лерин)
Баница (грч. Βεύη, Веви) је насеље у Грчкој у општини Лерин, периферија Западна Македонија. Према попису из 2021. било је 498 становника.
Македонски историчар Тодор Симовски, 1998. године наводи да је Баница словенско насеље.

## Становништво
| Година       | 1951  | 1961  | 1971  | 1981 | 1991 | 2001 | 2011 |
| ------------ | ----- | ----- | ----- | ---- | ---- | ---- | ---- |
| Становништво | 2.062 | 2.105 | 1.043 | 806  | 753  | 688  | 683  |